# Tony Hawk
Anthony Frank "Tony" Hawk, född 12 maj 1968 i Carlsbad, Kalifornien, är en amerikansk skateboardåkare. Han fick sitt genombrott när Stacy Peralta plockade med honom i sitt crew. Hawk är en av de mest berömda personerna i skateboardvärlden.
Han har bland annat vunnit Pirate-cup åtskilliga gånger i mini ramp och var den förste skateboardåkaren i världen att lyckas göra en 900-gradersrotation (två och en halv full rotation) i en tävling. Han vann Skateboard-VM 1995, som hölls i Björndammen, Sverige.
Hawk är också den åkare som kanske bäst lyckats utnyttja sitt namn som varumärke med egna brädor, kläder etc. Han har även sin egen linje av TV- och datorspel som Tony Hawk's Pro Skater, Tony Hawk's Underground, Tony Hawk's Underground 2, Tony Hawk's American Wasteland, Tony Hawk's Project 8 och Tony Hawk's Proving Ground. Numera tävlar han inte utan försörjer sig som uppvisningsåkare och genom intäkter från försäljning av varor ur hans varumärke.
Han har även medverkat i åtskilliga avsnitt av tv-serierna Jackass, Viva La Bam och Life of Ryan, samt ett avsnitt av CSI. Han har gjort en cameoroll i Simpsons, spelat poker i Celebrity Poker Showdown och har små roller i filmerna Haggard, Lords of Dogtown, The New Guy och i Skate or Die, också känd som Gleaming the Cube från 1989. Han dyker även upp i filmen Polisskolan 4 – Kvarterspatrullen.